# Брест (Кукушко)
Вижте пояснителната страница за други значения на Брест.
Брест (на гръцки: Ακρολίμνιο, Акролимнио, катаревуса: Ακρολίμνιον, Акролимнион, до 1926 година Μπρες, Брес) е бивше село в Република Гърция, в дем Кукуш, област Централна Македония.

## География
Селото е било разположено на 38 km северно от град Кукуш (Килкис), в близост до североизточния бряг на Дойранското езеро.

## История

### В Османската империя
В XIX век Брест е смесено българо-турско село в Дойранска каза на Османската империя. В „Етнография на вилаетите Адрианопол, Монастир и Салоника“, издадена в Константинопол в 1878 година и отразяваща статистиката на населението от 1873 година, Брест (Brest) е посочено като село в Дойранска каза със 15 къщи и 14 жители мюсюлмани и 27 българи.
Според статистиката на Васил Кънчов („Македония. Етнография и статистика“) в 1900 година Брест има 60 жители българи и 40 турци.
Цялото село е под върховенството на Българската екзархия. По данни на секретаря на Екзархията Димитър Мишев („La Macédoine et sa Population Chrétienne“) в 1905 година в Брест (Brest) има 48 българи екзархисти.

### В Гърция
В 1913 година след Междусъюзническата война селото попада в Гърция. Населението му се изселва в България и Турция на негово място са настанени гърци бежанци. През 1926 години селото е прекръстено на Акролимнион. В 1928 година селото е изцяло бежанско с 19 семейства и 81 жители бежанци.
| Година    | 1913 | 1920 | 1928 | 1940 | 1951 | 1961 | 1971 | 1981 | 1991 | 2001 | 2011 | 2021 |
| --------- | ---- | ---- | ---- | ---- | ---- | ---- | ---- | ---- | ---- | ---- | ---- | ---- |
| Население | 139  | 137  | 117  |      |      |      |      |      |      |      |      |      |